# Riksarkivet (Norge)
Riksarkivet är en norsk statlig myndighet som bevarar arkiv från statliga myndigheter och andra rikstäckande ämbeten och institutioner. Dessutom bevaras en rad privata arkiv från företag, organisationer och privatpersoner. Riksarkivet är en del av det statliga Arkivverket. Arkivet bildas av arkivmaterial från den statliga förvaltningen, från regeringens organ, de statliga myndigheterna, högsta domstolen, försvarsmakten och från olika norska ämbetsmän. Det norska riksarkivets uppgifter liknar i allt väsentligt andra länders riksarkiv. Det norska riksarkivet innehåller förutom inhemska också arkiv från norska myndigheters verksamhet i utlandet under andra världskriget, främst Storbritannien. Arkiv efter den tyska ockupationsmakten ingår också i Riksarkivet. 
Riksarkivet upprättades 1817. Ställningen som riksarkivarie upprättades 1840, och Henrik Wergeland blev utnämnd till den förste riksarkivarien. Riksarkivet är en del av Arkivverket.
Riksarkivet är statens heraldiska rådgivare och instans för nya kommunvapen, när kommuner och fylkeskommuner önskar att få sina vapen fastställda i en kunglig resolusion. Riksarkivet har därför har haft stort inflytande på de regler som används vid val av innehåll och utformning för nya kommunvapen. Det stränga kravet på enkelhet som Riksarkivet har praktiserat från ca 1930, skiljer sig från offentliga vapen i många andra länder.
I riksarkivet finns även ca. 7000 medeltida handlingar, bland annat så kallade diplom. Arkivets årliga tillväxt beräknas vara 5000 hyllmeter. 

## Riksarkivets historia
På Akershus fästning förvarades statliga arkiv från tiden då Norge styrdes från Danmark. Efter Freden i Kiel flyttades mängder av norska arkivhandlingar från Köpenhamn till Kristiania från och med 1820. Återbördandet pågick fram till 1996. Riksarkivet låg först på Akershus fästning. Det flyttades 1866 till Stortingshuset. Sedan 1978 återfinns riksarkivet i Sognsvann i Oslo, nordöst om stadskärnan.

## Bildgalleri

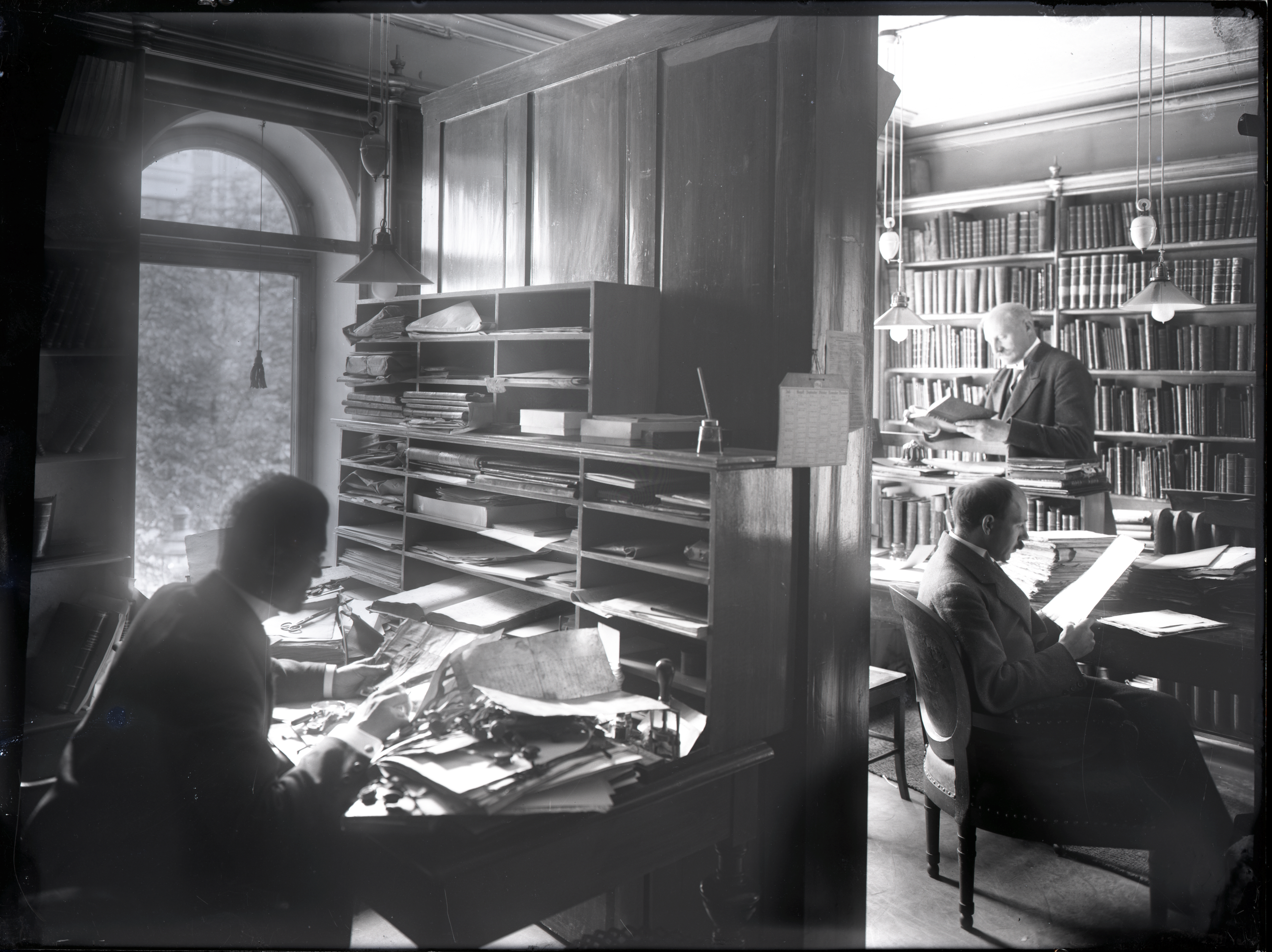
Rum i Riksarkivet på den tiden då Riksarkivet låg i Stortingsbyggnaden
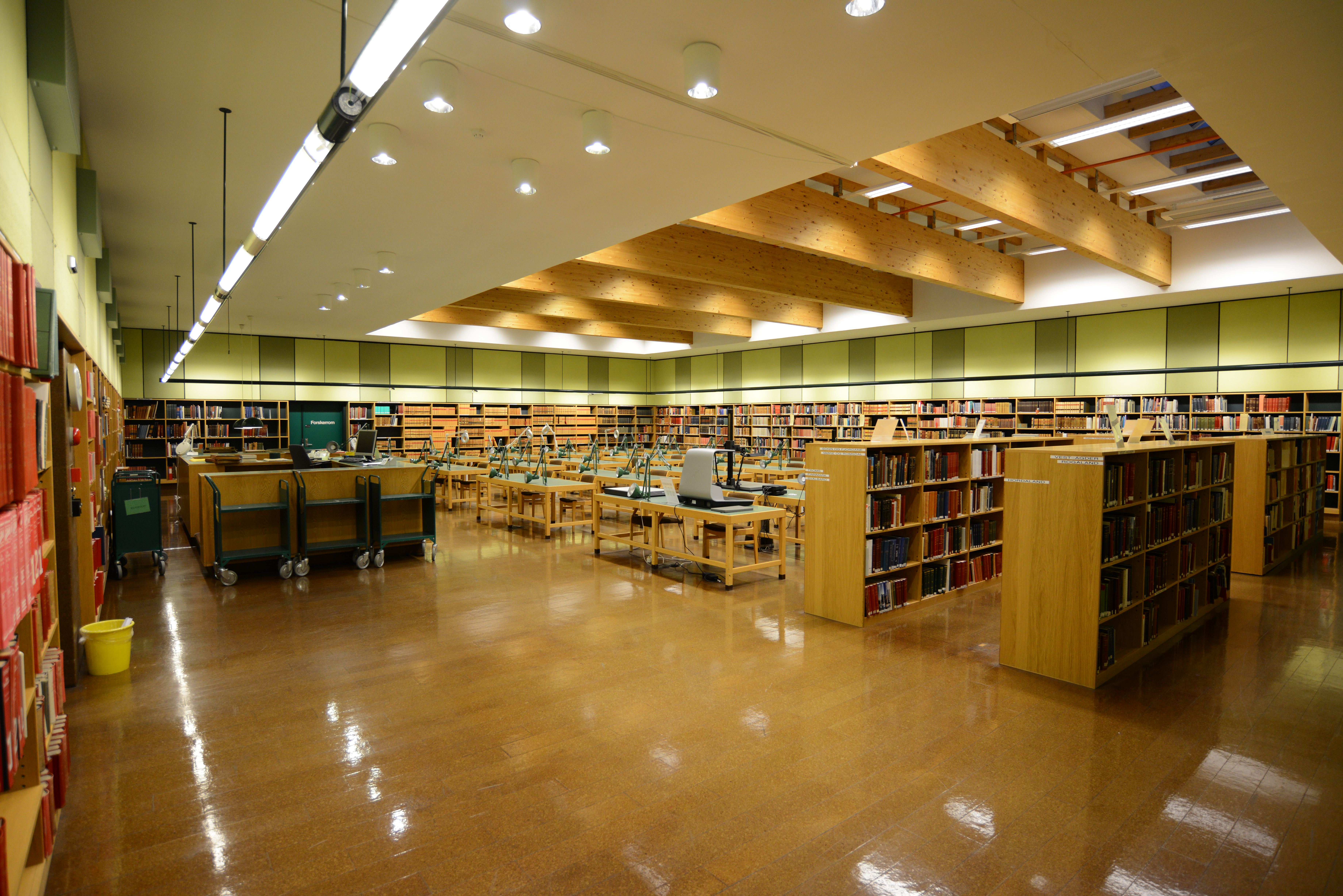
Läsesalen på Riksarkivet